# Panromânism
Panromânismul identifică o mișcare ideologică, pannaționalistă de formare a unei patrii comune a românilor (inclusiv cei din țările vecine României), aromânilor, megleno-românilor, istro-românilor socotiți ca membri ai unui unic popor; în domeniul lingvistic, această mișcare ia în domeniul istoriei, filologiei și lingvisticii poziții protocroniste și socotește toate limbile romanice orientale ca fiind o singură limbă, anume limba română „comună”.
Reprezentarea regiunilor istorice în care a evoluat poporul român, ca „state românești” în sensul național modern al cuvântului, poate fi asimilată panromânismului.

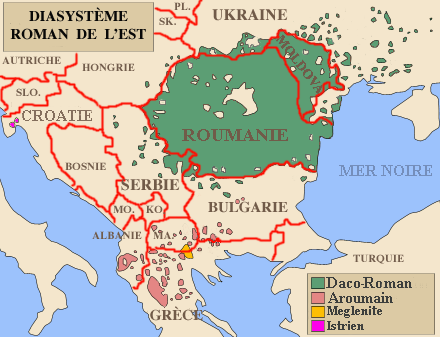
Ramurile limbilor romane orientale și răspândirea lor.
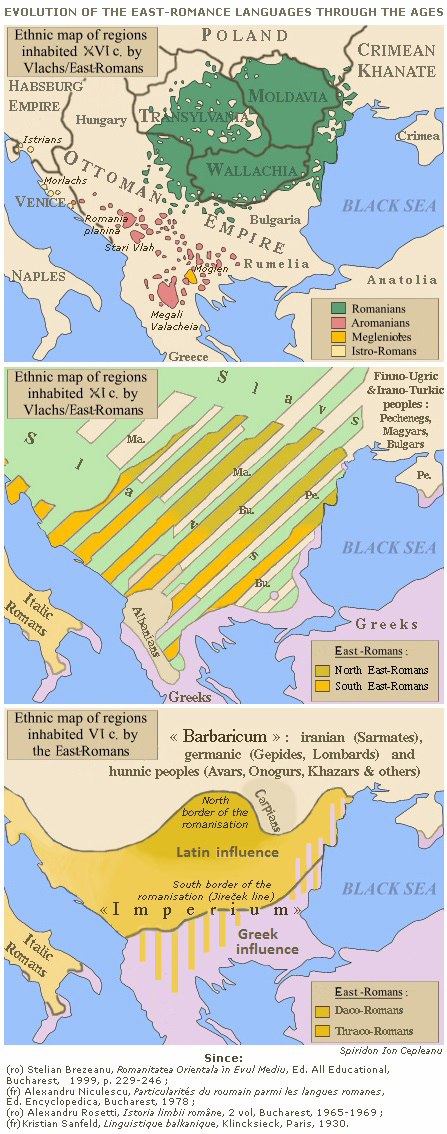
Evoluţia limbilor romane orientale de-a lungul veacurilor.
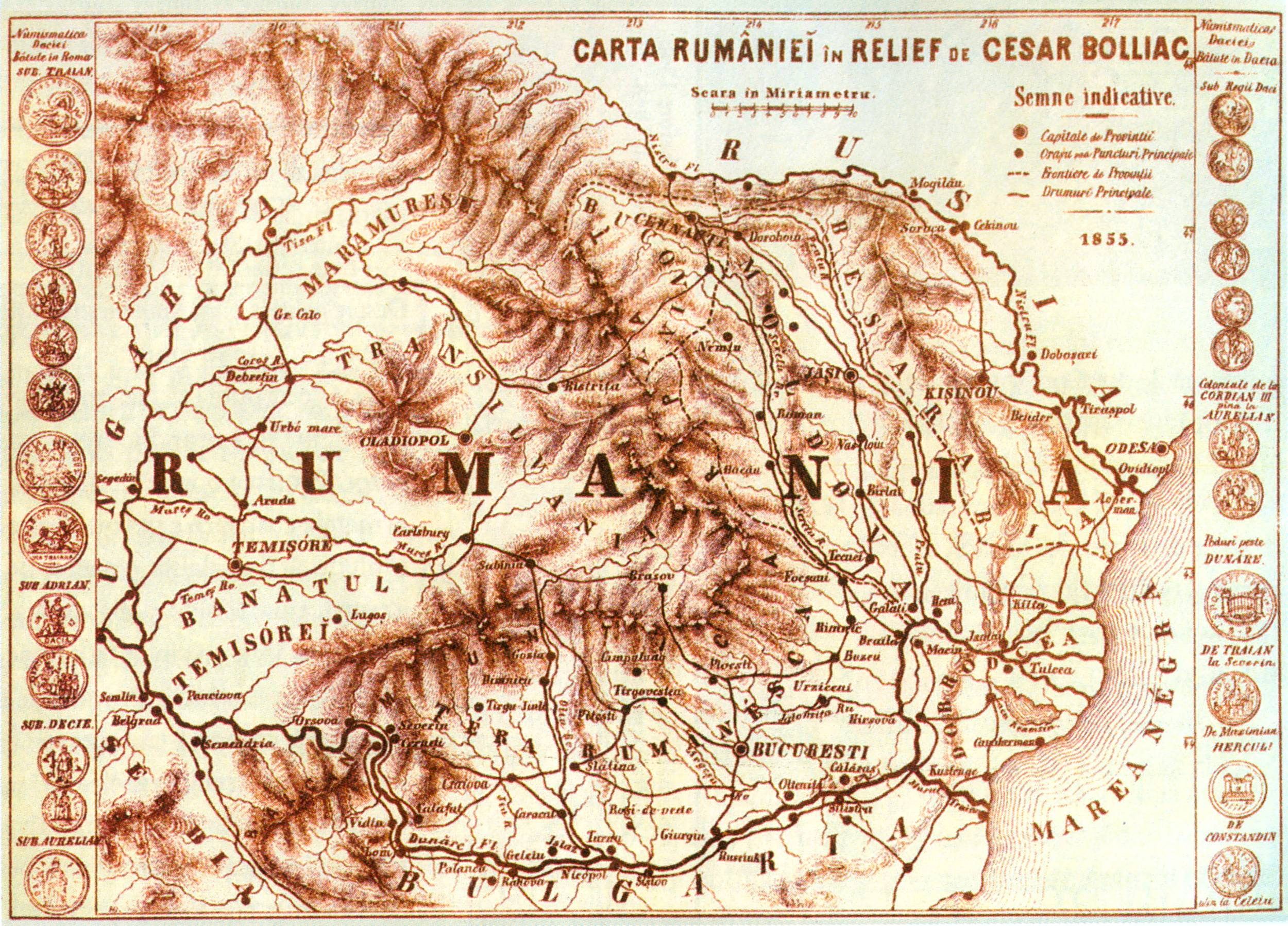
„Rumânia” văzută de Cezar Bolliac (1855).
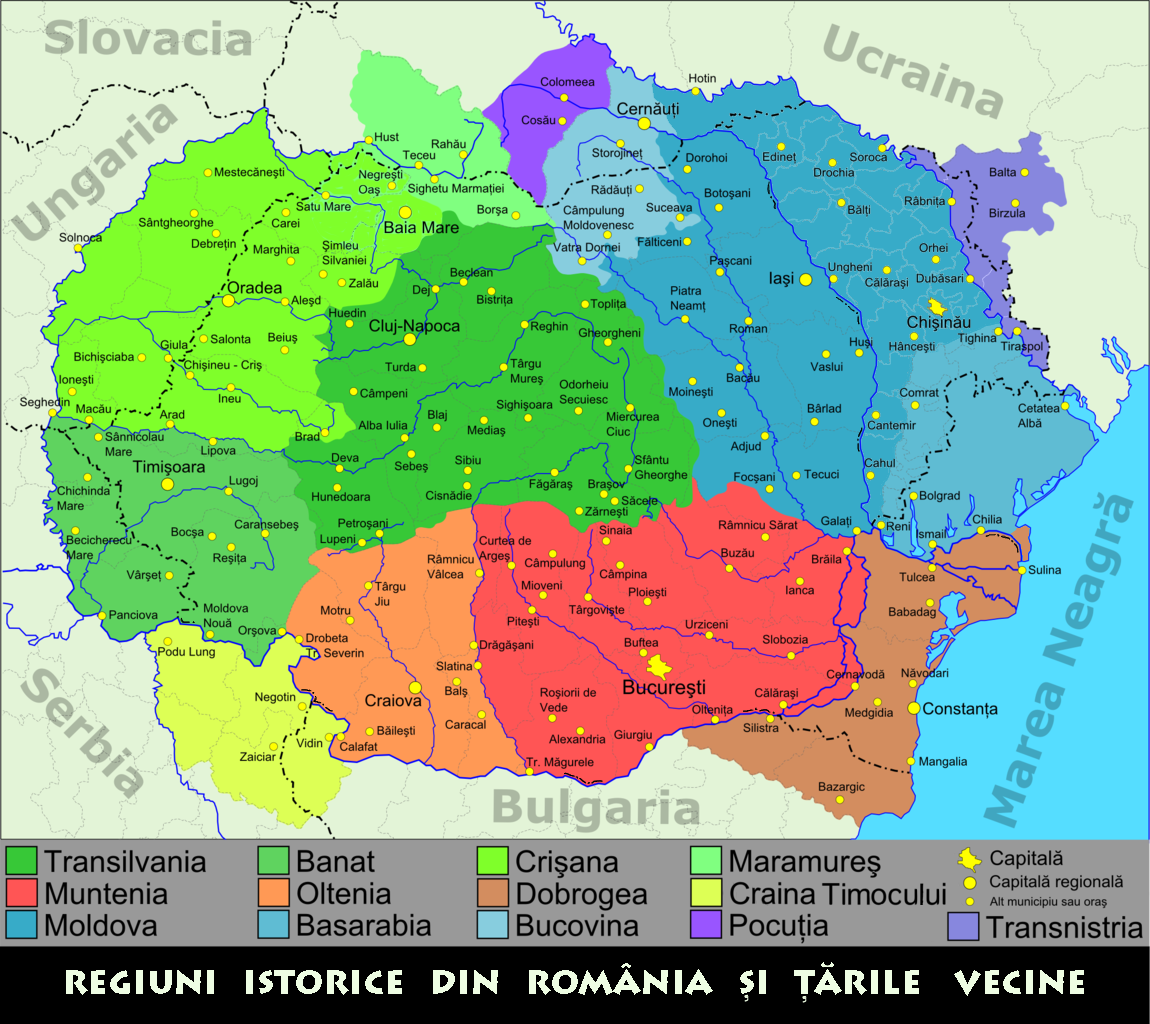
Regiuni istorice majoritar sau parțial locuite de vorbitorii limbii române.
Un steag legendar cu menţiunea SPQR.